# Maker
Maker var en civil parish fram till 1950 när blev den en del av Maker with Rame, i grevskapet Cornwall, i England. Civil parish var belägen 3 km från Torpoint och hade 886 invånare år 1931. Byar nämndes i Domedagsboken (Domesday Book) år 1086, och kallades då Macretone.